# Luca Salvagno
Luca Salvagno (Chioggia, 4 luglio 1962) è un fumettista italiano.

## Biografia
Dopo essersi diplomato all'Accademia di belle arti di Venezia, esordisce nel 1988 sul Messaggero dei Ragazzi; negli anni novanta Benito Jacovitti lo prende nel 1996 come assistente per la colorazione della serie Cocco Bill pubblicata sul Giornalino e, alla morte di Jacovitti nel 1997, ne prese il posto continuandone la serie. Ha anche realizzato illustrazioni di libri nelle collane "Mondadori Junior" e per la nuova edizione della Storia d'Italia a fumetti di Enzo Biagi e Storia del mondo a fumetti della Mondadori. Fra le serie di sua ideazione ci sono Asinus, sul Messaggero dei Ragazzi, e Cacio Galilla e, nel 2005, sono raccolti in volume alcuni episodi dei Fioretti di San Francesco. È docente al liceo artistico di Este.

## Riconoscimenti
- "Lisca di Pesce" istituito dallo Jacovitti Club
- premiato dall'ANAFI (Associazione Nazionale Amici del Fumetto e dell'Illustrazione) per la sua multiforme attività grafica.